# Trapa natans
Trapa natans (L., 1753), comunemente nota come castagna d'acqua, è una pianta appartenente alla famiglia delle Lythraceae, diffusa in Eurasia e Nordafrica.

## Descrizione

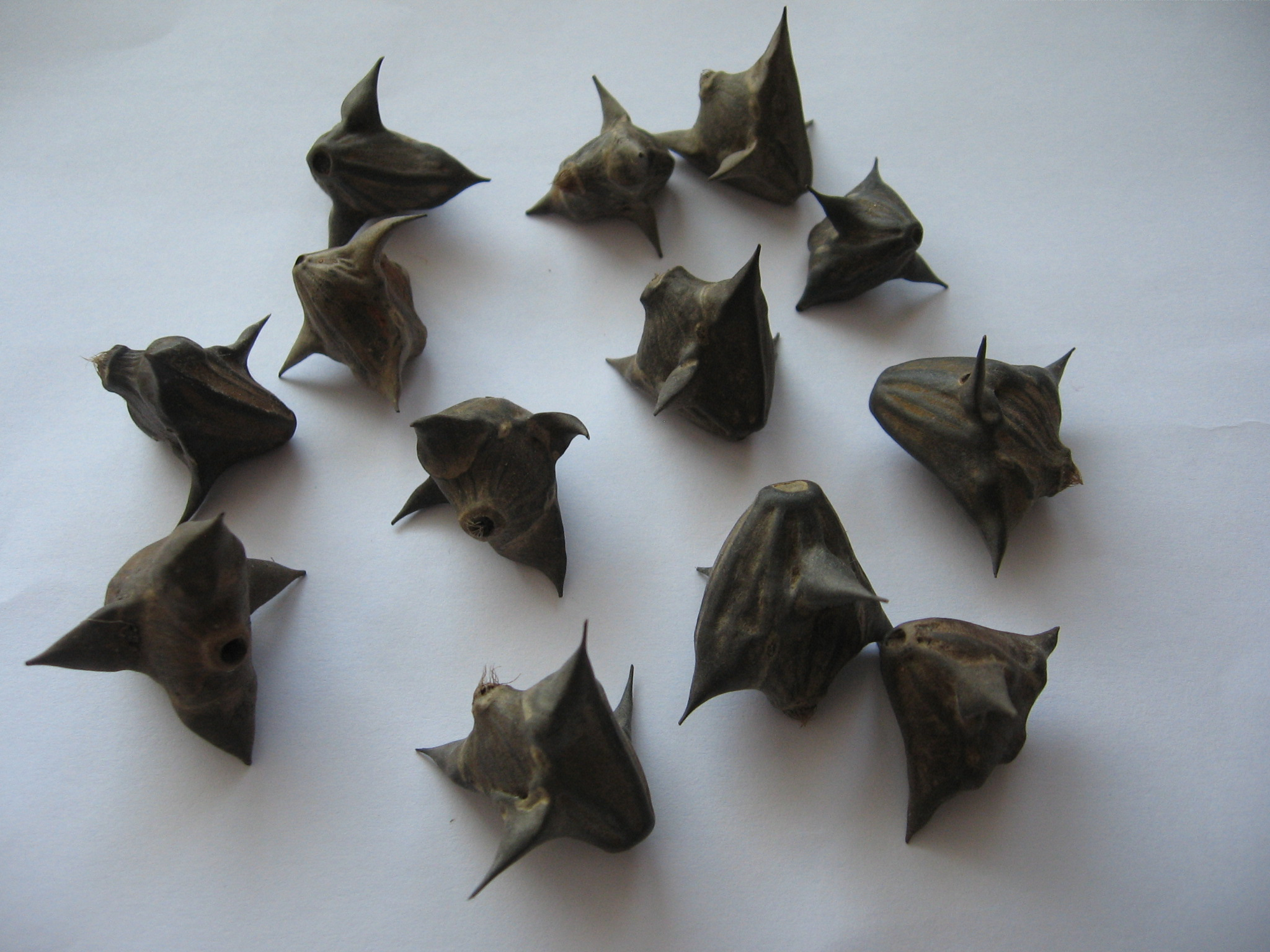
Castagne d'acqua

### Pianta
Pianta annua, acquatica. Si radica al fondo melmoso mediante radici avventizie o galleggia sull'acqua; fusto lungo sino a 2 metri. 

### Foglie
Le foglie formano una specie di rosetta; hanno forma romboidale e margine dentellato e sono ricoperte inferiormente da peluria.

### Fiori
I fiori sono piccoli, solitari e bianchi. Nascono all'ascella delle foglie della rosetta. Sono tetrameri, hanno 4 sepali, 4 petali, 4 stami; ovario a 2 logge.

### Frutti
I frutti coriacei hanno forma di piramide triangolare.

## Distribuzione e habitat
T. natans è una specie annuale, acquatica e galleggiante, cresce in acque lente profonde fino a 5 m.
La specie è nativa delle aree a clima temperato caldo dell'Eurasia e dell'Africa.
In Italia la pianta è particolarmente diffusa nei laghi di Mantova, dove il frutto, commestibile, è noto con il nome locale di trìgol (trìgoi al plurale).
Nel Lago Maggiore è presente la sottospecie endemica Trapa natans verbanensis.

## Usi

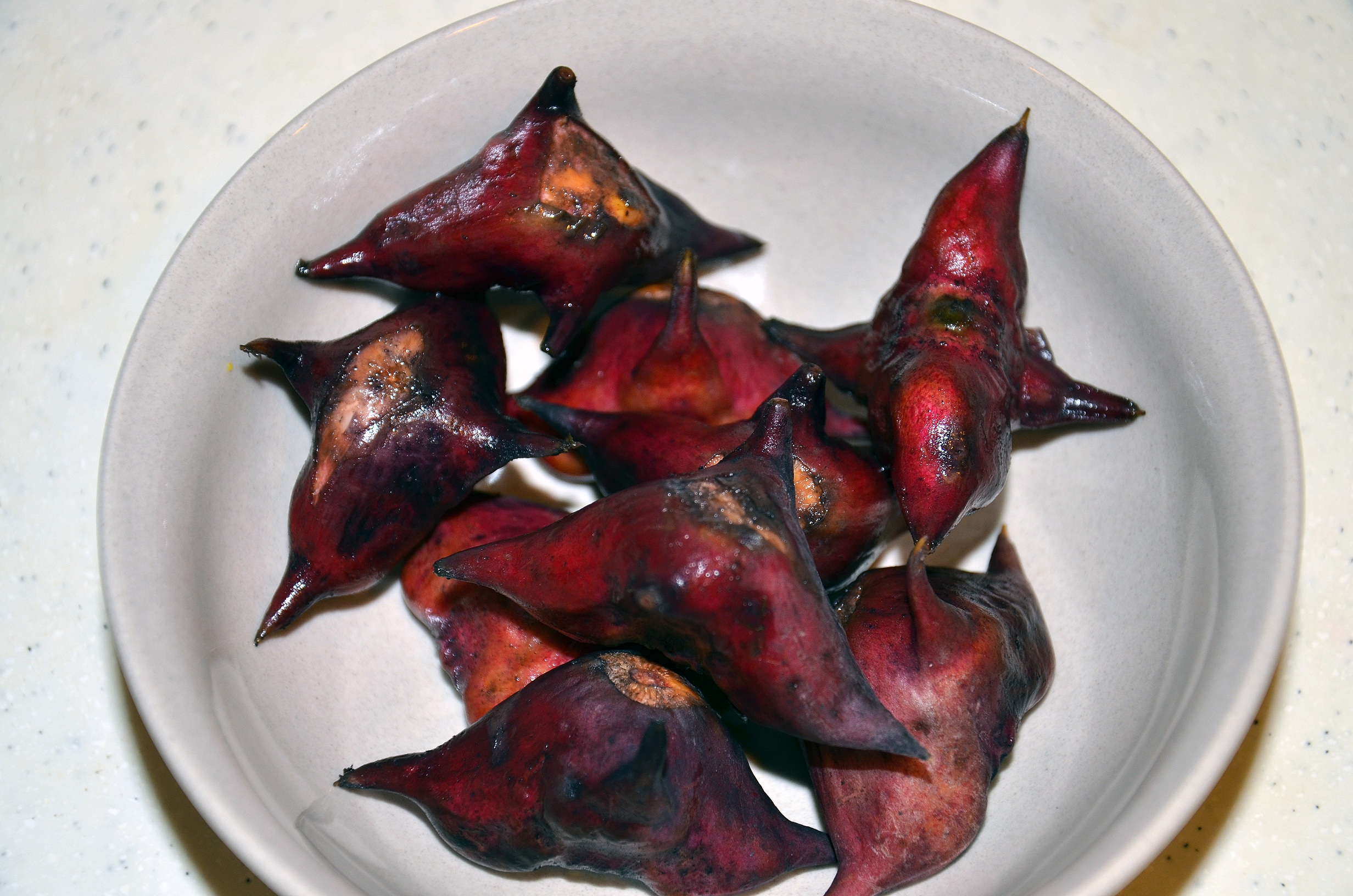
Castagne d'acqua bollite

L'uso alimentare della castagna d'acqua è simile a quello della castagna di montagna. 
Il frutto si consuma fresco, lessato o arrostito, come le castagne.
Un tempo i semi bianchi e farinosi, dolci e dal sapore di nocciola, venivano raccolti, essiccati e conservati per ottenerne farina.
Principi attivi sono presenti nelle foglie, mucillagini, tannini, saponosidi, resine, acidi organici e sali 
minerali e nei frutti, amido, proteine, grassi, sali minerali, tannini, resine.
I frutti sono leggermente astringenti e antidiarroici.
Le foglie si usano per cataplasmi rinfrescanti.